# Never Going Under
Never Going Under è il quinto album in studio del gruppo musicale britannico Circa Waves, pubblicato nel 2023.

## Tracce
Testi e musiche di Kieran Shudall, eccetto dove indicato.
1. Never Going Under – 2:14
2. Do You Wanna Talk – 2:26
3. Hell on Earth – 2:45
4. Your Ghost – 3:05
5. Carry You Home – 3:19
6. Northern Town – 3:47
7. Electric City – 2:41
8. Want It All Today – 2:43 (Kieran Shudall, Sam Rourke)
9. Golden Days – 3:50
10. Hold On – 3:49
11. Living in the Grey – 3:54

## Formazione
- Kieran Shudall – voce, chitarra, tastiera
- Joe Falconer – chitarra, voce
- Sam Rourke – basso, tastiera, voce
- Colin Jones – batteria, voce